# جورج جونسون (لاعب كريكت)
جورج جونسون (16 ديسمبر 1894 في المملكة المتحدة - 20 يناير 1965 في المملكة المتحدة)  (بالإنجليزية: George Johnson)‏ هو لاعب كريكت بريطاني (وحمل سابقاً جنسية المملكة المتحدة لبريطانيا العظمى وأيرلندا). لعب مع نادي مقاطعة نورثامبتونشير للكريكت ‏.